# Scutellaria microphylla
Scutellaria microphylla är en kransblommig växtart som beskrevs av José Mariano Mociño, Sessé och George Bentham. Scutellaria microphylla ingår i Frossörtssläktet som ingår i familjen kransblommiga växter. Inga underarter finns listade i Catalogue of Life.